# بيلي جيمس (لاعب اتحاد الرغبي)
بيلي جيمس (بالإنجليزية: Billy James)‏ هو لاعب اتحاد الرغبي بريطاني، ولد في 18 يوليو 1956 في Port Talbot ‏ في المملكة المتحدة.